# Villa Pignatelli
A Villa Pignatelli egy nápolyi múzeum. Turisztikai látványosság a Piazza a Villa Pignatelli előtt, ahol az "Il pescatore" emlékmű található, amelyet Giovanni De Martino, Nápoly legjelentősebb szobrásza, 1920-ban bronzból készített. Az alkotás egy halászt ábrázol, aki éppen egy rákot próbál megfogni.

## Leírása
A chiaiai tengerpart egyik legszembetűnőbb épülete a Villa Comunale északi oldalán, a mergellinai tengerpart és a Piazza Vittoria között. Ferdinand Acton építtette 1826-ban klasszicista stílusú rezidenciaként egy hatalmas park közepére. A központi átriumot áthelyezték az épület homlokzatára, a dór kialakítású oszlopai megkapóak a látogatók számára. A telek többször is gazdát cserélt. 1841-ben Karl Meyer von Rothschild bankár vásárolta meg, majd 1867-ben Monteleone hercegének, Diego Aragona Pignatelli Cortes-nek lett tulajdona. 1952-ben átkerült az olasz állam tulajdonába. A villa körüli kert megőrizte eredeti formáját, az épületben hintómúzeum valamint korai angol és francia automobilok kiállítása látható.